# Al-Dschassās
Abū Bakr Ahmad ibn ʿAlī al-Dschassās (arabisch ابو بكر أحمد بن علي الجصاص, DMG Abū Bakr Aḥmad ibn ʿAlī al-Ǧaṣṣāṣ geb. 917, gest. 981 in Nischapur) war ein hanafitischer Gelehrter im 10. Jahrhundert.
Über seine Lebensumstände ist kaum etwas Näheres bekannt. Nach al-Chatib al-Bagdadi starb er im Jahre 331 n.H. (942 n. Chr.) in Bagdad.
Er ist bekannt als der Kommentator eines wichtigen Werkes der adab al-qadi-Literatur, die Verhaltensregeln für den Richter (qādī) zum Gegenstand hat. Er kommentierte das Werk Kitāb sharḥ Adab al-qāḍī lil-Khaṣṣāf von al-Chassāf.
Als ein wichtiges Werk der Koranexegese gilt sein Aḥkām al-Qur’ān.

## Ausgaben & Übersetzungen
- Al-Khaṣṣāf, Adab al-qāḍī, ed. Farḥāt Ziyāda (Cairo: American University in Cairo Press, 1978) (mit Kommentaren von al-Jaṣṣaṣ)
- A ninth century treatise on the law of trusts : being a translation of Al-Khas̤s̤āf, Ahkām al-Waqūf / translated and edited by Gilbert Paul Verbit. [Philadelphia] : Xlibris, 2008; ISBN 978-1-4363-2103-7 (Bibliothekslink)
- Abubakar Ahmad Ibn ‘Amr al-Khassaf, Kitab Ahkam al-Awqaf (Cairo: Diwan ‘Umum al-Awqaf al-Misriyyah, 1904) (Bibliothekslink)
- Aḥkām al-Qur’ān, Beirut, Libanon: Dār al-Iḥyā’ al-Turāth, 1984
- Aḥkām al-qurʾān. Beirut: Dār al-Kutub al-ʿIlmīya, 1994